# The Manor (Film)
The Manor (deutsch: „Das Herrenhaus“) ist ein US-amerikanischer Psychothriller mit Horrorelementen von Regisseurin Axelle Carolyn, der am 8. Oktober 2021 auf Prime Video veröffentlicht wurde. In der Hauptrolle der in ein mysteriöses Altenheim eingewiesenen Judith Albright ist Barbara Hershey zu sehen.

## Handlung

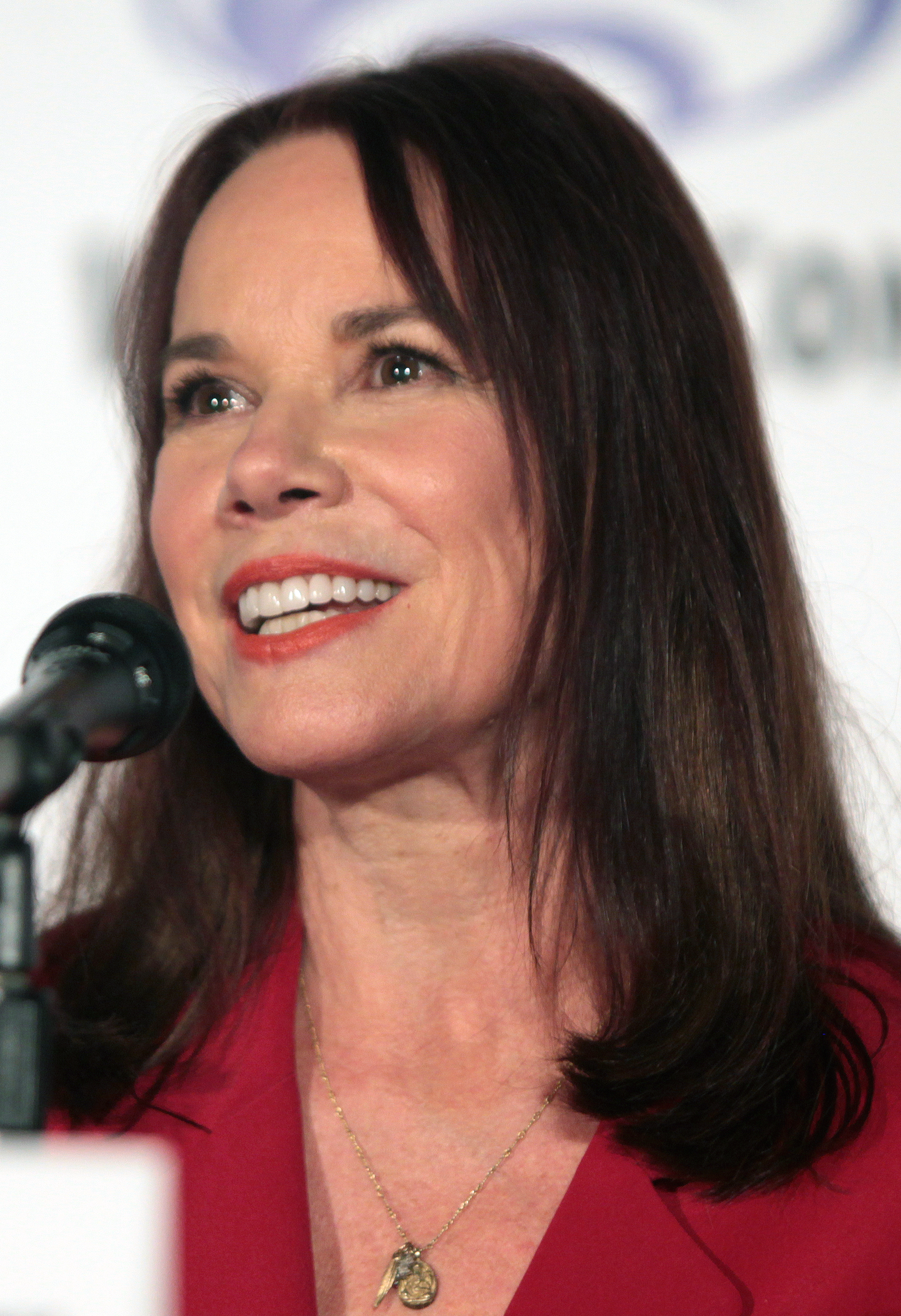
Die von Barbara Hershey verkörpert parkinsonerkrankte Judith weist sich selbst in ein Altenheim ein. Als sie mysteriöse Vorfälle in der Einrichtung beobachtet, schenken ihr Familie und Pfleger keinen Glauben, doch sie weiß, dass es keine krankheitsbedingten Einbildungen sind.

Die verwitwete, 70-jährige ehemalige Ballerina Judith weist sich aufgrund eines Schlaganfalls und ihrer Parkinson-Erkrankung selbst in ein Seniorenheim ein. Vor allem ihr Enkel Josh ist davon anfangs nur wenig begeistert, ist seine Großmutter doch nach dem Tod seines Vaters seine einzige Bezugsperson. Judith selbst bleibt stur, ist von den vorherrschenden Zuständen in der Einrichtung aber nicht begeistert. So werden ihr neben ihrem Handy auch andere selbstbestimmte Freiheiten genommen. Ihre Zimmergenossin Annette, die immer wieder völlig verängstigt um Hilfe bettelt, wird von den Pflegekräften immer wieder grob behandelt und mit Medikamenten ruhig gestellt.
Judith schafft es trotzdem, innerhalb der Mauern des Heimes in Roland, Trish und Ruth ein paar Freunde zu finden. Zeitgleich beginnt sie vor allem nachts, eine seltsame Kreatur über dem Bett von Annette zu sehen. Als sie die Pflegerinnen in Person der Managerin Elizabeth auf besagte Vorfälle anspricht, wird sie als verrückt dargestellt und abgewiesen. Nur wenig später diagnostiziert ihr der heimeigene Arzt Dr. Geoghegan Parkinson-Demenz, weshalb ihren Schilderungen auch weder Josh noch ihre Tochter Barbara zu glauben scheinen. In einer darauffolgenden Nacht überreicht Annette Judith eine Liste mit Namen und gibt an, dass auch Judith markiert und verloren sei, ehe die Zimmergenossin selbst tot umfällt. Schockiert über das Geschehene und aus Angst flüchtet Judith daraufhin aus der Einrichtung, auch da sie der Ansicht ist, ihre Demenz-Diagnose sei absichtlich falsch ausgestellt worden und sie gehöre eigentlich noch nicht ins Heim.
Am nächsten Morgen wird Judith von ihrer Tochter sowie ihrem Enkel aufgegabelt und in ein Restaurant gebracht. Ehe sie von den Pflegern wieder abgeholt wird, entdeckt sie in der Lokalität ein über 30 Jahre altes Foto, seit dessen Aufnahme Roland, Trish und Ruth scheinbar nicht gealtert sind. Zurück in der Einrichtung beginnt Judith mit Nachforschungen im Büro von der Leiterin Ms. Benson und findet Akten, aus denen hervorgeht, dass Roland, Trish und Ruth allesamt mit verschiedenen dort arbeitenden Pflegekräften verwandt sind, während die angeblichen Gehirnscans von Judith, Annette und einer weiteren Patientin namens Imogen allesamt übereinstimmen. Die Pflegerin Liesel scheint Judith bezüglich der mysteriösen Vorgänge innerhalb der Einrichtung zu glauben; sie verschwindet jedoch in der darauffolgenden Nacht, was seitens Elizabeth mit einer Krankheit begründet wird.
Judith wurden von Elizabeth, Ms. Benson und dem Pfleger Gary mittlerweile fast alle persönlichen Entscheidungsfreiheiten genommen, sodass sie die Nacht ans Bett fixiert verbringen muss. Einzig Josh erscheint und hilft seiner Großmutter, nachdem auch er misstrauisch wurde, als die ebenfalls auf der von Annette übergebenen Liste stehende Imogen zu Tode kommt. Als beide gemeinsam in Rolands Zimmer nach Antworten suchen, erscheint der Verdächtige und führt die beiden unwissentlich in das Waldstück neben der Einrichtung. Dort beobachten Judith und Josh, wie Roland, Trish und Ruth um ein Feuer stehen und Haare von Judith verbrennen wollen. Josh möchte eingreifen, doch Roland kann die Tat vollbringen, woraufhin die seltsame Kreatur erscheint und ihn tötet. Wie sich herausstellt, hat Judith mit einer Vorahnung zuvor im Zimmer von Roland ihre Haare gegen seine ausgetauscht. Trish und Ruth offenbaren nun, dass sie einen Pakt mit der aus dem „Baum des Lebens“ stammenden Kreatur geschlossen haben, ihr alte Seelen aus dem Heim zu liefern und im Gegenzug dafür ewige Jugend von Mitternacht bis Sonnenaufgang zu erhalten.
Trish und Ruth bieten Judith an, sich ihnen anzuschließen, da Judith so nicht nur wieder tanzen könnte, sondern ihr Enkel auch nie mitansehen müsste, wie seine Großmutter körperlich und geistig abbaut. Moralisch begründen die beiden älteren Frauen ihre Taten damit, dass die Opfer allesamt alte Personen seien, denen sie das Leiden ersparen würden. Nach reiflicher Überlegung entschließt sich Judith dazu, sich Trish und Ruth anzuschließen. Wenig später sieht man sie erneut ihren 70. Geburtstag feiernd, während Josh als Pflegekraft in der Einrichtung angefangen hat.

## Produktion
Im Zuge der Kollaboration zwischen Blumhouse Television und den Amazon Studios wurden im Oktober 2020 die letzten vier Filme der achtteiligen Welcome-to-the-Blumhouse-Anthologiereihe für das Jahr 2021 angekündigt. Unter den Titel befand sich auch der Psychothriller The Manor, bei dem Axelle Carolyn als Drehbuchautorin und Regisseurin tätig war. Zur angekündigten Besetzung gehörten Barbara Hershey, Bruce Davison, Nicholas Alexander, Jill Larson, Fran Bennett und Katie A. Keane, während Jason Blum, Jeremy Gold, Marci Wiseman, Lisa Bruce, Sandy King und Richard J. Bosner als Executive Producer fungierten. Hauptdarstellerin Barbara Hershey konnte dabei erst kurz vor Drehstart für das Filmprojekt gewonnen werden, da sie zwar interessiert das Drehbuch gelesen hatte, aber sich zunächst intensiv mit Regisseurin Carolyn über ihre Ideen und Vorstellungen austauschen wollte. Wenig später fand sie heraus, dass auch Bruce Davison am Film beteiligt ist, mit dem sie zuletzt 1969 bei Petting zusammengearbeitet hatte.
Carolyn konzipierte The Manor basierend auf ihrer eigenen Familiengeschichte. Sowohl ihr Großvater als auch Vater endeten in Pflegeheimen, woraufhin Carolyn nach Besuchen mit ihrer Moral konfrontiert wurde; andere Familienmitglieder litten unter Demenz. Verhaltensändernde Angehörige, die Angst vorm Altern und Pflegeheime als Orte, denen man nicht entkommen könne, waren Motive, die sie in The Manor thematisieren wollte. Trotzdem sollte der Film nicht depressiv werden, sondern in erster Linie unterhalten und gleichzeitig zum Nachdenken anregen, weshalb Rosemaries Baby beim Schreiben des Drehbuchs als größte Inspiration diente. Das fertige Skript wurde anschließend von vielen Filmstudios positiv aufgenommen; nur der Umstand, dass die Hauptdarsteller allesamt Senioren waren, gefiel vielen nicht. Nachdem es Carolyn abgelehnt hatte, das Altenheim in eine psychiatrische Klinik umzuschreiben oder den jungen Josh zur Hauptfigur zu machen, gelangte das Drehbuch letztendlich über Amazon zu Blumhouse, wo dem Filmprojekt grünes Licht gegeben wurde.

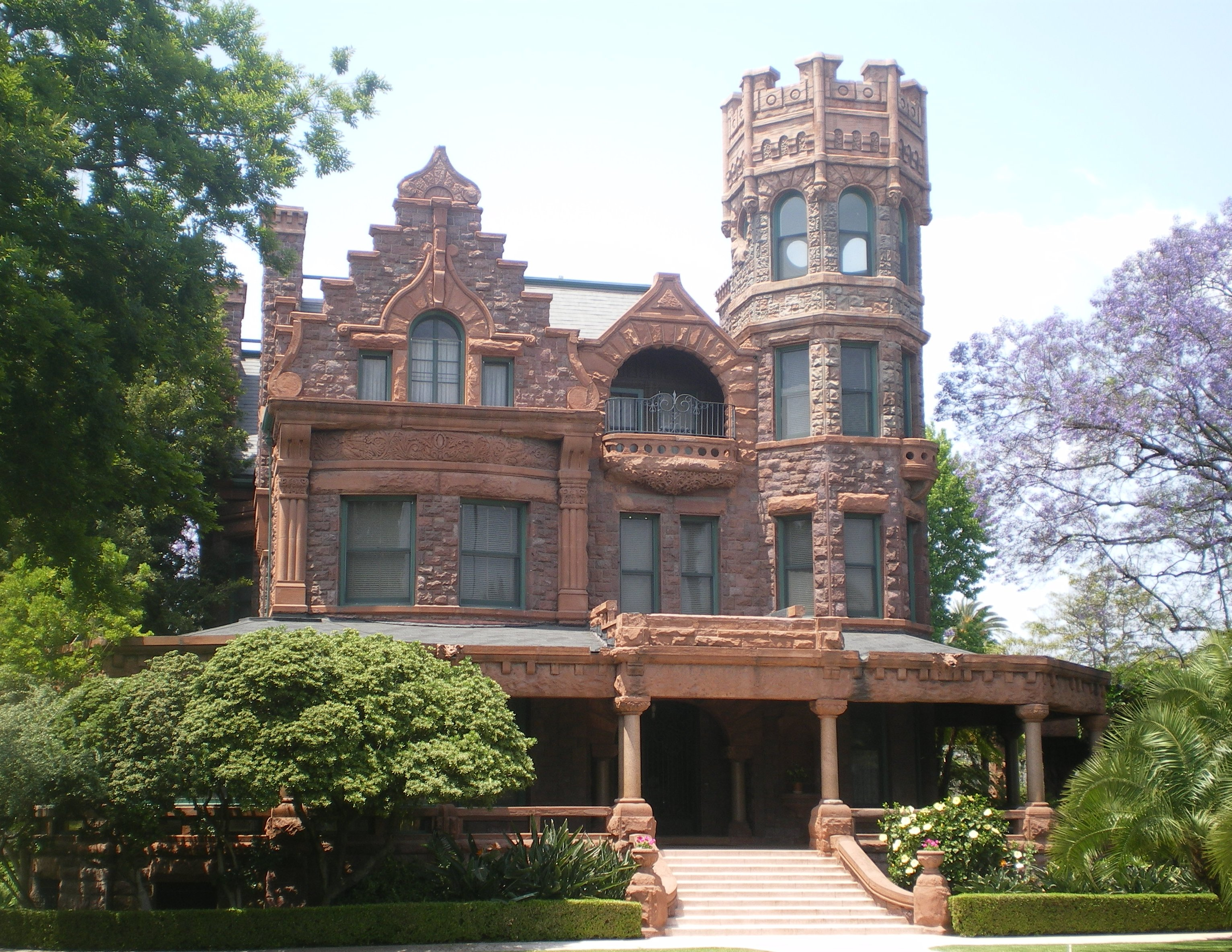
Das Stimson House in Los Angeles diente als Kulisse des Altenheimes.

Die Dreharbeiten mit Kameramann Andrés Sánchez erfolgten im Herbst 2019 in Los Angeles, so unter anderem an Halloween, als sich die Filmcrew am Set verkleidete und John Carpenter die Aufnahmen besuchte. Das titelgebende Herrenhaus befindet sich in der Innenstadt von Los Angeles und ist ein leerstehendes Korporationshaus. Insgesamt diente es drei Wochen lang als Kulisse, wobei man die Gärten durch Kameratricks größer wirken ließ, als sie eigentlich waren. Der im letzten Drittel des Filmes an Bedeutung gewinnende „Baum des Lebens“ steht auf der Golden Oak Ranch in Santa Clarita. Visuell dienten Werke wie Bis das Blut gefriert und die Hammer-Filme als Vorlagen. So sollte das Setting größtenteils geerdet wirken, vereinzelt aber auch Schauerelemente beinhalten. Zu diesen zählte auch ein von Carolyn erdachtes Monster, das vom bei Illusion Industries angestellten Künstler Martin Astles entworfen wurde. Die Umsetzung am Filmset erfolgte durch einen Ganzkörperanzug, der vom Darsteller Mark Steger getragen und mit praktischen Spezialeffekten kombiniert wurde. Noch vor Beginn der COVID-19-Pandemie konnte so ein Director’s Cut von The Manor fertiggestellt werden; letzte Farbkorrekturen und das Sounddesign musste Carolyn später jedoch im Homeoffice mit einem Tablet vornehmen.
Ursprünglich sollte sich The Manor bereits unter den ersten vier Welcome-to-the-Blumhouse-Filmen befinden. Aufgrund der COVID-19-Pandemie und damit im Zusammenhang stehenden angespannten Situationen in Alten- und Pflegeheimen entschied man sich wegen der Thematik des Filmes jedoch, von einer Veröffentlichung im Jahr 2020 abzusehen. Erstes Bildmaterial wurde schließlich am 24. August 2021 veröffentlicht; ein Trailer samt Filmposter folgte am 20. September. The Manor wurde am 8. Oktober 2021 gemeinsam mit Madres – Der Fluch bei Prime Video veröffentlicht; die Filme Bingo Hell und Black as Night erschienen bereits eine Woche zuvor.

## Synchronisation
Die deutschsprachige Synchronisation entstand nach einem Dialogbuch von Michael Schlimgen und unter der Dialogregie von Susanna Bonasewicz im Auftrag von Arena Synchron.

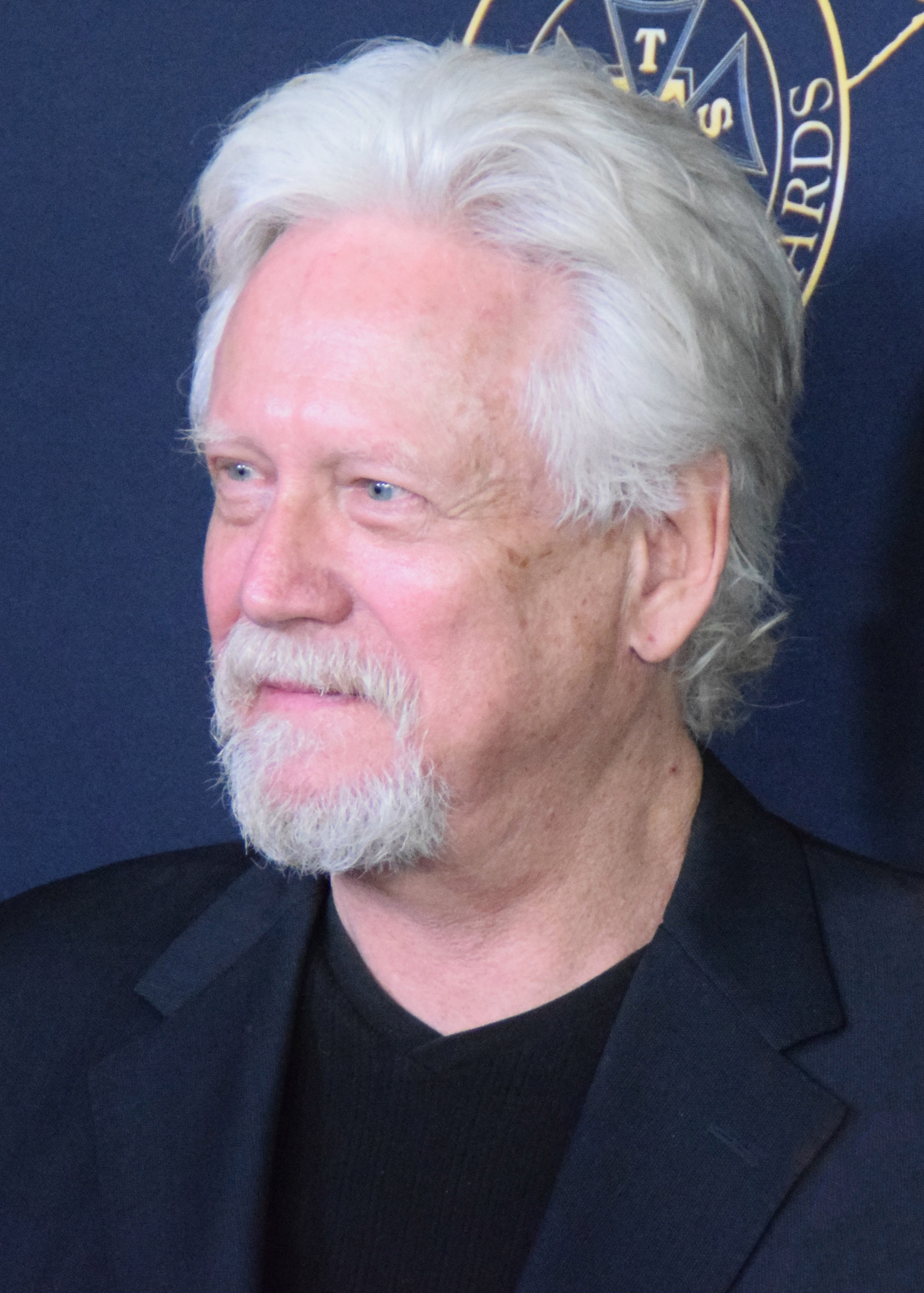
Nebendarsteller Bruce Davison

| Rolle            | Darsteller            | Synchronsprecher         |
| ---------------- | --------------------- | ------------------------ |
| Judith Albright  | Barbara Hershey       | Kerstin Sanders-Dornseif |
| Josh Albright    | Nicholas Alexander    | Jonas Lauenstein         |
| Elizabeth Cooper | Shelley Robertson     | Meike Finck              |
| Liesel J.        | Ciera Payton          | Julia Kaufmann           |
| Roland Benson    | Bruce Davison         | Reinhard Kuhnert         |
| Trish Price      | Jill Larson           | Katarina Tomaschewsky    |
| Ruth Cooper      | Fran Bennett          | Joseline Gassen          |
| Annette Williams | Nancy Linehan Charles | Sonja Deutsch            |
| Imogen O.        | Cissy Wellman         | Eva-Maria Werth          |
| Barbara Albright | Katie A. Keane        | Katrin Zimmermann        |
| Ms. Benson       | Stacey Travis         | Andrea Aust              |
| Gary Price       | Devin Kawaoka         | Sascha Werginz           |
| Dr. Geoghegan    | Andrew Tinpo Lee      | Armin Schlagwein         |
| George Albright  | Robert Rusler         | Sven Brieger             |
| junge Trish      | Belle Adams           | Lina Rabea Mohr          |
| junge Ruth       | Jaquita Ta’le         | Britta Steffenhagen      |

## Kritiken
The Manor wurde von Kritikern überwiegend gemischt bis positiv aufgenommen. So fielen 75 % der bei Rotten Tomatoes gelisteten Filmkritiken positiv aus, während der Film bei Metacritic einen Metascore von 61 von 100 möglichen Punkten erhalten konnte.
Chris Vognar zieht in seiner Filmkritik für den San Francisco Chronicle ein positives Fazit und urteilt, The Manor sei eine „schlanke Geschichte mit starken Schauspielleistungen und einigen zeitlosen Themen“. Der Film wisse genau, was er sei und was er wolle, und dieses bescheidene Szenario funktioniere gut. Auch wenn der „paranoide Horror“ nach einer bekannten Firma konzipiert sei, gehe der Film dennoch rasant einem schlüssigen Ende entgegen, während gleichzeitig kluge Beobachtungen über das Altern getroffen werden würden.
Auch Lena Wilson von der New York Times steht dem Film wohlgesonnen gegenüber und resümiert, The Manor sei eine Geschichte von marginalisierter Weiblichkeit mit einer erfrischend seltenen Protagonistin, wobei auch die Schnittstelle zwischen Sexismus und Altersdiskriminierung thematisiert werde. Negativ hebt sie die albernen Spezialeffekte, die zeitweise schlechte Kameraarbeit sowie das insgesamt unausgegorene Drehbuch hervor. Trotzdem seien die Grundlagen für Wilson erfrischend genug, um über etwaige Fehler hinwegsehen zu können, und spätestes das twistreiche Ende werde polarisieren.
Zu einem gemischten Urteil gelangt Phil Hoad vom Guardian, für den The Manor eine vereinfachte Version von Einer flog über das Kuckucksnest mit unheimlich ruhigen Aufsehern sei. Axelle Carolyn finde dabei einen angenehm neckischen Erzählrhythmus, sodass es schade sei, dass der spritzige Schauerspaß am Ende zu einer „Übererklärung“ im Stile von Scooby-Doo werde.
Enttäuscht zeigt sich hingegen Oliver Armknecht in seiner Filmbesprechung bei film-rezensionen.de. Das Szenario von The Manor sei zwar interessant, das Spukhaus-Motiv im Genre aber altbekannt. Drehbuchautorin Carolyn schaffe es dabei mit cleveren Kniffen, den Zuschauer über den mentalen Gesundheitszustand der Hauptfigur rätseln zu lassen. Was auf dem Papier jedoch gut aussehe, scheitere letztendlich an der Umsetzung. Der Film erzeuge keine Spannung; Horrorelemente in Form einer Kreatur seien uninspiriert. So könne The Manor allenfalls als Mystery-Film überzeugen, auch wenn die überraschende Auflösung der Geschichte nicht viel Sinn verleihe. Die größte Stärke sei Hauptdarstellerin Hershey sowie ihr Zusammenspiel mit Nicholas Alexander, weshalb Armknecht resümiert, die Besetzung und das Setting hätten mehr Potential gehabt.
Dennis Harvey von Variety konnte von The Manor ebenfalls nicht überzeugt werden. Zwar lobt er das Szenenbild und den attraktiven visuellen Schliff, doch alles in allem fühle sich der Film zu gehetzt an; es fehle an Nuancen und Details. So könne Carolyn außer bei ungeschickt inszenierten Jump-Scares kaum Spannung, Nervenkitzel oder Atmosphäre aufbauen. Während die restliche Besetzung ihre Aufgabe gut erfülle, aber nicht viel zu tun habe, wirke Barbara Hershey aufgrund ihrer guten Verfassung fast schon unpassend für ein Altersheim. Harvey zieht als Fazit, The Manor scheitere daran, ein echtes Drama über Sterblichkeit und Senilität zu sein, da er eine ärgerlich einfache Einstellung gegenüber dem Altern vertrete, bei der jeder versuche, um jeden Preis seine Jugend erhalten zu wollen.